# Cantón de Lisieux-2
El cantón de Lisieux-2 era una división administrativa francesa, que estaba situada en el departamento de Calvados y la región de Baja Normandía.

## Composición
El cantón estaba formado por una comuna, más una fracción de la comuna que le daba su nombre:
- Lisieux (fracción)
- Saint-Martin-de-la-Lieue

## Supresión del cantón de Lisieux-2
En aplicación del Decreto n.º 2014-160 de 17 de febrero de 2014, el cantón de Lisieux-2 fue suprimido el 22 de marzo de 2015 y sus 2 comunas pasaron a formar parte del nuevo cantón de Lisieux.